# 三笑亭夢之助
三笑亭 夢之助（さんしょうてい ゆめのすけ、1949年〈昭和24年〉6月5日 - ）は、元落語家、元タレント。北海道札幌市出身（南富良野町生まれ）。本名∶佐藤 信夫。出囃子∶『奴の行列』。

## 経歴
1968年に三笑亭夢楽に入門、前座名「夢九」。
1972年、二ツ目昇進し「夢之助」に改名。
1983年に四代目春雨や雷蔵、二代目柳亭小痴楽、古今亭寿輔、桂京丸、五代目春風亭柳條、三遊亭春馬と共に真打昇進。
タレントとしてはアートプロモーションに所属し、2015年頃までは落語芸術協会の理事も務めていたが、2019年頃に同協会を退会して引退した。若手時代から親交のあった桂米助と三遊亭小遊三がYouTubeの対談で明かしたところによると、夢之助は肺気腫を患って次第に寄席へ出演しなくなり、講演程度の活動は続けるとしていたものの、最終的に同協会へ名跡返上の手紙を出し、完全に廃業したという。

## 人物
「いやっ、どうもどうも!」「はいはいはい」といった底抜けに明るい口調と、機転が利くキャラクター でテレビ番組・ラジオ番組の司会者、リポーターとして一躍人気者となる。東京都やその他の地域の局でレギュラーを持ち、主に司会者として活躍した。
一時は本業の落語に精進するためにテレビ・ラジオの仕事を控えると宣言。しかし、完全にマスメディアでの仕事をシャットアウトさせることはなく、2000年代以降も旅番組やグルメ番組でリポーターとして活躍を見せたほか、『ペケ×ポン』（フジテレビ）などのバラエティ番組にも出演した。
一方、本業の落語では新宿末廣亭をはじめとする東京都内の各寄席に出演し、かつては年2回の独演会を国立演芸場で開催していた。主な演目には『蒟蒻問答』『魚根問』『粗忽の釘』『宗論』『寿限たら』『天狗裁き』『弥次郎』などがある。
趣味は園芸、料理作り、世界の小物集め、麻雀。

## 逸話
- 出生地は北海道南富良野町で、少年時代まで過ごした[3]。零下40度の酷寒も体験したことがあるという[3]。近年は当時を回想した、古典の『手紙無筆』をもじったような新作落語も披露している[3]。
- 父親は東京府の出身で、事情により北海道に移住して理髪店を営んだ。自身が落語の道を志したのは、江戸っ子で芸事を好んだ父親の影響も大きいという[7]。
- 日本テレビ系列の『笑点』に、1977年8月28日から1979年9月2日までの2年間、大喜利メンバーとしてレギュラー出演。番組ではピンク色の色紋付を着用。答えの巧さよりも一発ギャグなどの突発的な面白さを重視し、ウケを狙った毒舌や失言も多く、番組スポンサー（龍角散）絡みで致命的な失敗を犯し、僅か2年で降板となった[6][注釈 1]。
- 『笑点』に出演中の1979年4月からは、NHK『おかあさんといっしょ』内のコーナー『どんどんどん』にて、お兄さんとして1年間出演。
- 1979年頃の芸能人バレーボールの大会で、右手を一回転廻しながら打つ独特なサーブを、実況アナウンサーは「夢之助サーブ」と称した。

## その他
2007年9月17日に島根県安来市で行われた同市主催の独演会で、1時間の大ネタ『天災』に臨む際に、舞台上で手話通訳者が待機していたが、事前に告知されていなかった夢之助の「気が散って噺を間違えるとお客さんに失礼なので、後ろに下がってほしい」「気が散るし、落語は話し言葉でするもので手話に変えられるものではない。お客さんがいいと思うなら、かまわないが…」との言をうけて、主催者の担当係は手話通訳者を舞台下の客席へ移動させて通訳させた。当日は聴覚障害を有する観客が3名おり、同市の主要行事は手話通訳が慣例 であることから、島根県ろうあ連盟は落語芸術協会と同市へ抗議文を送付した。夢之助は直筆の謝罪文を寄せ、市は担当者が当該の聴覚障害者に直接謝罪したが、新聞報道などの騒動から市長が落語芸術協会を訪問して謝罪し、「事前に手話通訳をつけることを伝えていなかったことにより、不適切な発言が起きた」との謝罪文を市のウェブサイトに掲載した。

## 芸歴
- 1968年 - 三笑亭夢楽に入門、前座名「夢九」。
- 1972年 - 二ツ目昇進、「夢之助」に改名。
- 1983年 - 真打昇進。
- 2019年 - 廃業、芸能界を引退。

## 主な出演

### 情報・バラエティ番組

#### NHK
- おかあさんといっしょ（1979年4月 - 1980年3月、総合テレビ） - 『どんどんどん』のお兄さん
- クイズ日本人の質問（総合テレビ）
- 第46回NHK紅白歌合戦（1995年12月31日、総合テレビ・ラジオ第1放送）
- 生活ほっとモーニング（総合テレビ）
- 元気です 北海道（NHK札幌放送局） ※初代司会者。夢之助の後任の2代目司会者はジェフ・バーグランド。
- ラジオ深夜便 深夜便 落語100選（ラジオ第1放送・FM放送・ラジオ国際放送）
- 桂米丸の演芸図鑑（総合テレビ、2013年1月13日）

#### 日本テレビ系列
- 目方でドーン!
- 笑点（1977年8月28日 - 1979年9月2日） - 大喜利メンバー
- ハテナ?ドンぴしゃ!
- 恋ピューター（よみうりテレビ）
- スター（秘）訪問!! (司会)
- スター爆笑Q&A（よみうりテレビ）
- マイスタ芸能ワイド!!
- 歌のワイド90分!
- 夢のドラゴンズ生放送（中京テレビ）
- ぶらり途中下車の旅
- ザ・ワイド
- ニュースプラス1

#### TBS系列
- ミスターサンデー
- アップダウンクイズ（1982年12月26日、毎日放送） ※「年忘れ東西落語家大会」に出場。
- オールスター激突クイズ 当たってくだけろ!
- あなた説明できますか?（毎日放送）
- ズバリ言うわよ!（2007年11月20日）

#### フジテレビ系列
- クイズ・ドレミファドン! ※ 初代チーフアシスタント。
- オールスター雪の祭典（1977年2月1日）※ 軽井沢パートの司会担当（『ドレミファドン』で共演している明石直子と共に）。
- 本気でライバル
- ザ・ガマン
- ザ・対決!
- スーパーニュース ※「スーパー特報」のグルメ企画にリポーターとして数回出演。特に「全国駅弁の旅」企画に出演することが多い。
- 笑っていいとも! ※「あなたの知ってるようで知らなかった世界」「生態リサーチ ここホレBANG!BANG!」にグルメレポーター企画でのゲスト。「テレフォンショッキング」にも一度出演。
- ペケ×ポン ※「ペケポン川柳」「ペケポンなぞかけ」のコーナーに不定期出演。笑福亭鶴光との掛け合いは番組の名物である。また同番組レギュラーのタカ（タカアンドトシ）は高校の後輩。
- まいどさん夢之助です (石川テレビ)

#### テレビ朝日系列
- スターチャレンジ!!
- キンキンのとことん好奇心
- Matthew's Best Hit TV ※「グルメリポーター対決」に出演。通称、ドリーム師匠。

#### テレビ東京系列
- 三波伸介の凸凹大学校
- ビックアクションカメラ ※司会
- 生放送!お笑い名人会→爆笑おもしろ寄席
- 土曜スペシャル
- 日曜ビッグバラエティ
- 第1回 輝け!オールスター合唱コンクール（2006年9月16日） ※落語家合唱団として参加、バス担当。
- いい旅・夢気分
- 大人の極上ゆるり旅

#### BS11
- 快眠情報 夢・楽園

### テレビドラマ
- 明日がござる（1975年10月2日 - 1976年9月30日、TBS） - 浜口信也 役
- ザ・ハングマン4 第9話「美人コンパニオンが消されていく!」（1984年11月23日、朝日放送/松竹芸能）
- 必殺仕事人V・風雲竜虎編（1987年、朝日放送） - 情報屋ゆめのすけ 役
- 美しい嘘つけますか（1990年6月14日 - 7月12日、テレビ朝日）
- 物書同心いねむり紋蔵 第14話「女心と秋の空とはいうが」（1998年、NHK総合）
- レッツ・ゴー!永田町（2001年10月10日 - 12月12日、日本テレビ） - 三笑亭夢之助 役
- 大河ドラマ 武蔵 MUSASHI（2003年、NHK総合） - 灰屋紹由 役

### 舞台
- 一本刀土俵入

### 講演
- 笑いと会話の伝達
- 健康は笑いから